# SMS Kaiser Max (1863)
«Кайзер Макс» (нім. SMS Kaiser Max) - броненосець однойменного типу ВМС Австро-Угорщини другої половини 19-го століття.

## Історія створення
Броненосець «Кайзер Макс» був закладений у жовтні 1861 року на верфі «Stabilimento Tecnico Triestino» у Трієсті. Спущений на воду 14 березня 1862 року, вступив у стрій у 1863 році.
Свою назву отримав на честь імператора Священної Римської імперії Максиміліана I.

## Історія служби
Під час Другої Шлезвізької війни 1864 року «Кайзер Макс» входив до складу ескадри адмірала фон Вюллресторфа у Північному морі.

### Битва біля Лісси
З початком австро-італійської війни 1866 року командувач австрійським флотом Вільгельм фон Тегетгофф мобілізував і повністю укомплектував свої кораблі. 27 червня він привів свій флот до Анкони, але командувач італійським флотом Карло Пелліон ді Персано відмовився вступати у бій.
16 липня Персано вирушив з Анкони до острова Лісса з метою захопити його. Італійські кораблі 3 дні обстрілювали острів, завдавши серйозних пошкоджень береговим батареям, але не змогли повністю подавити їх опір, а всі спроби десанту були відбиті.
20 липня Тегетгофф привів свій флот до Лісси. Він розташував свої броненосці клином, дерев'яні кораблі 2-ї і 3-ї дивізій йшли позаду. «Кайзер Макс» розташовувався на лівому фланзі австрійського флоту.
На початку бою «Кайзер Макс» разом з кораблями «Саламандер» і «Габсбург» атакував передову дивізію італійського флоту під командуванням адмірала Вакки. Але незабаром шикування кораблів обох флотів порушилось і битва перетворилась на розрізнені сутички.
«Кайзер Макс» атакував італійський броненосець «Ре д'Італія», але не завдав йому серйозної шкоди. Потім він переслідував броненосець «Палестро», але не зміг наздогнати його. В цей час «Дон Хуан де Аустрія» опинився в оточенні ворожих кораблів, і «Кайзер Макс» вирушив йому на допомогу, допомігши відбитись від ворожої атаки.
Загалом за час бою «Кайзер Макс» здійснив 15 залпів по ворожих кораблях і отримав 28 влучань, які, проте, не завдали йому серйозної шкоди.

### Подальша служба
Після закінчення війни «Кайзер Макс» разом з однотипними броненосцями пройшов ремонт та переозброєння. Але вже за 10 років після вступу у стрій дерев'яний корпус корабля почав гнити. Крім того, кораблі типу «Кайзер Макс» вже не вписувався в нову концепцію броненосців.
Внаслідок австро-угорського компромісу 1867 року дві частини дуалістичної монархії мали право вето на рішення одна одної. Незацікавленість Угорщини в морській експансії призвела до різкого скорочення бюджету флоту. Кошти для будівництва нових кораблів не виділялись. Тому було вирішено побудувати нові кораблі під виглядом «модернізації», кошти на яку виділялись з меншими труднощам.
У 1873-1876 роках броненосці типу «Кайзер Макс» були «модернізовані», а фактично збудовані заново.
Від попередніх кораблів залишились лише машини, частина броні та деяке обладнання.